# 光华控股
吉林光华控股集团股份有限公司 （深交所：000546）是中国深圳证券交易所的一家上市公司，主营业务范围为房地产开发与经营业。
2011年，该公司主营业务收入为175649705.00元，公司净利润为19650308.88元，公司总资产为424173152.45元。